# Chris Sawyer's Locomotion
Chris Sawyer's Locomotion (Locomotion) es un videojuego de computadora creado por programador individual Chris Sawyer, en el que el jugador debe crear una telaraña de transportes de personas y mercancías. En sus palabras es el “sucesor espiritual del Transport Tycoon”.

### Sitios oficiales
- Sitio oficial de Atari Archivado el 8 de octubre de 2017 en Wayback Machine.

### Misceláneos
- Steve's Locomotion Depot, un fansite no oficial
- The Transport Tycoon Forums, un foro no oficial.
- NL Vehicle set for Locomotion, Vehicle Creator for Locomotion and Wrapper for LocoTool
- The Loco Railbuilding Guide, tutoriales para jugadores principiantes y avanzados

- Datos: Q861222